# Карпузабад
Карпузабад (перс. قارپوزاباد‎) — село на севере Ирана, в остане Альборз. Входит в состав шахрестана Назарабад. Является частью дехестана (сельского округа) Ахмедабад бахша Меркези.

## География
Село находится в юго-западной части Альборза, к югу от гор Эльбурс, на расстоянии приблизительно 42 километров к западу-северо-западу (WNW) от Кереджа, административного центра провинции.. Абсолютная высота — 1132 метра над уровнем моря.

## Население
По данным переписи 2006 года население села составляло 1567 человек (783 мужчины и 784 женщины). В Карпузабаде насчитывалось 412 домохозяйств. Уровень грамотности населения составлял 76,45 %. Уровень грамотности среди мужчин составлял 78,93 %, среди женщин — 73,98 %.